# Louis-Philippe Gingras
Pour les articles homonymes, voir Gingras.
Louis-Philippe Gingras, est un auteur-compositeur-interprète québécois originaire de Rouyn-Noranda, Québec. Il est présentement signé à la maison de disque montréalaise Simone Records.